# Pegundungan
Pegundungan is een bestuurslaag in het regentschap Banjarnegara van de provincie Midden-Java, Indonesië. Pegundungan telt 1478 inwoners (volkstelling 2010).